# Episodi di Élite (sesta stagione)
La sesta stagione della serie televisiva Élite, composta da 8 episodi, è stata interamente pubblicata dal servizio on demand Netflix il 18 novembre 2022.

| nº | Titolo originale | Titolo italiano | Pubblicazione    |
| -- | ---------------- | --------------- | ---------------- |
| 1  | Ansiedad         | Ansia           | 18 novembre 2022 |
| 2  | Selfis           | Selfie          | 18 novembre 2022 |
| 3  | Desnudos         | Nudi            | 18 novembre 2022 |
| 4  | Guerra           | Guerra          | 18 novembre 2022 |
| 5  | Duelo            | Lutto           | 18 novembre 2022 |
| 6  | Tina             | Tina            | 18 novembre 2022 |
| 7  | Máscaras         | Maschere        | 18 novembre 2022 |
| 8  | Separación       | Separazione     | 18 novembre 2022 |

## Ansia
- Titolo originale: Ansiedad
- Diretto da: Lino Escalera
- Scritto da: Jaime Vaca

### Trama
Iván chiede l'autostop a una macchina che, anziché fermarsi, lo investe in pieno, lasciandolo privo di sensi sul selciato.
Passato. Benjamín è in carcere, in attesa di processo, e riceve la visita di Ari, l'unica dei figli a essergli rimasta fedele. Benjamín vuole che lei e i fratelli riprendano a frequentare la scuola, altrimenti darà mandato agli avvocati di tagliare loro i viveri. A Las Encinas i fratelli Blanco sono ignorati da tutti, tranne da Iván che per la prima volta si autodefinisce il fidanzato di Patrick e lo aiuta a superare l'imbarazzo del ritorno in classe. La nuova preside di Las Encinas, Virginia, è una donna molto alla mano che vuole far tornare la scuola a essere un ambiente confortevole per gli studenti. Tra i nuovi arrivati ci sono Sara, fidanzata con il famoso influencer Raúl e assoldata da Virginia per ripulire l'immagine pubblica della scuola, e Nico, uno studente transgender che ha appena cambiato sesso. Isadora organizza una festa per l'inaugurazione del suo nuovo locale notturno Isadora House, mentre sta aspettando che la giustizia faccia il suo corso nei confronti dei ragazzi che l'hanno violentata. Isadora entra in crisi quando Iván, in uno slancio di entusiasmo, la bacia, ricordandole la notte dello stupro. Al suo fianco adesso può contare sulla madre Roberta, benché la donna sia sempre stata abituata a coprire i problemi umorali della figlia con le pasticche. Rimproverato da Patrick per il bacio a Isadora, Iván mette in chiaro che lui è indiscutibilmente il suo ragazzo, ma se vogliono che la loro relazione vada avanti dovrà essere meno geloso. Ari si mostra interessata a Nico, nonostante gli iniziali pregiudizi sulla sua transessualità, mentre Mencía va molto d'accordo con Raúl, il fidanzato di Sara.
Nico riaccompagna l'ubriaca Ari a casa, dicendole che la sua persistente transfobia rischia di essere un problema. Roberta deve tornare a Ibiza e comunica a Isadora di aver saputo che il caso dei suo stupratori verrà archiviato, non essendoci prove della violenza. Delusa nel constatare che nemmeno sua madre le crede, Isadora ricomincia ad assumere droga. Patrick non riesce a essere felice, preoccupato che arriverà il momento in cui Iván lo lascerà. Quest'ultimo viene richiamato da un amico di Cruz, sentitosi male in bagno. Iván è stanco del comportamento irresponsabile di suo padre e decide di andare a vivere a casa di Patrick. Costui vorrebbe che padre e figlio si rappacificassero, sentendosi rispondere che Cruz ha bisogno di qualcuno al suo fianco e quel qualcuno dovrebbe essere proprio Patrick. Iván sorprende il padre e Patrick baciarsi, accusando il fidanzato di essere una persona velenosa che sta creando problemi dove non esistono. Raúl invita Mencía ad accompagnarlo a casa, venendo poi cacciata da Sara una volta accortasi che la situazione rischiava di degenerare tra lei e il fidanzato. Raúl e Sara sono infatti abituati a praticare sesso sadomaso, una pratica che custodiscono gelosamente e non intendono condividere con nessuno. Bilal è stato assunto come inserviente nell'hotel di proprietà della famiglia di Isadora, dove la stessa ragazza alloggia nella lussuosa suite all'ultimo piano. È proprio Bilal, in servizio assieme al collega Dídac, a trovare Isadora svenuta sul pavimento e a farle riprendere i sensi. La ragazza tuttavia non mostra alcuna gratitudine nei suoi confronti e gli chiede di lasciarla sola con Dídac. Questi però non è il classico ragazzo disposto a riverirla, così Isadora lo fa licenziare. Gli stupratori di Isadora tornano a Las Encinas e iniziano a prendersela con Iván, sbeffeggiandolo perché il bacio tra suo padre e Patrick è diventato virale.
Presente. Iván resta a terra gravemente ferito, mentre la macchina che lo ha investito si allontana.

## Selfie
- Titolo originale: Selfis
- Diretto da:
- Scritto da:

### Trama
Uscita dalla Isadora House completamente ubriaca, tanto da faticare a reggersi in piedi, Ari si mette alla guida.
Passato. A Las Encinas infuria il dibattito sullo stupro subito da Isadora. Hugo, Javier e Álex, i tre responsabili del gesto, rivendicano di essere stati pienamente scagionati, ergendosi a paladini che stanno combattendo un sistema politicamente corretto per il quale tutti gli uomini sono violenti e le donne a recitare sempre la parte della vittima. Gli studenti si dividono tra la fazione di Sara, dalla parte dei ragazzi contro la "vittimista" Isadora, e quella di Mencía, da subito ostile a Sara e ai suoi tentativi di spaccare il fronte di solidarietà femminile. Anche Dídac studia a Las Encinas ed è contro Isadora, soprattutto dopo che lo ha licenziato dall'hotel, oltre al fatto che è amico d'infanzia di Javier e quindi convinto che non sia un cattivo ragazzo. Ari ottiene una seconda chance da Nico per dimostrargli che non è la cattiva ragazza da lui vista alla festa. Come luogo dell'appuntamento Ari sceglie un locale gay, con il risultato però di indispettirlo perché si capisce che normalmente non frequenterebbe mai quei posti. Come ormai accade di consueto, Ari esagera con il vino e propone a Nico di chiudere la serata alla Isadora House. Patrick posta un video in cui si assume la responsabilità del bacio a Cruz, ottenendo il perdono di Iván. Bilal rimprovera Dídac per aver portato Hugo e gli altri ragazzi alla Isadora House, considerando quanto è successo.
Stanca di dover affrontare la marea di insulti sui social, Isadora decide di prendere coraggio e presentarsi al locale. Ari porta Nico nella suite da lei prenotata alla Isadora House, ma fatica a lasciarsi andare e vorrebbe ordinare altro alcol. Nico ha capito che Ari non vuole bere per autolesionismo, quanto invece per superare l'imbarazzo di fare sesso con un transessuale. Dídac registra Javier confessare che lui e gli altri ragazzi hanno abusato di Isadora mentre la ragazza non era in grado di intendere e volere, auspicando che questo metta fine allo scontro tra Isadora e Sara. Quest'ultima si rende conto di aver sbagliato e, tornata a casa dal locale, posta un video in cui mette in discussione la decisione della giustizia, affermando di pensare anche lei che in certi frangenti le ragazze hanno paura di subire aggressioni. Il mattino seguente Raúl le rimprovera di aver perso 1,5 milioni di follower per colpa del video, iniziando a dare in escandescenze. Cruz fa coming out in conferenza stampa, definendo un errore il bacio dato al fidanzato di suo figlio che merita invece di essere felice.

## Nudi
- Titolo originale: Desnudos
- Diretto da:
- Scritto da:

### Trama
Patrick soccorre Iván riverso a terra, pregandolo di non morire.
Passato. Isadora e Dídac fanno ascoltare alle avvocate della ragazza la confessione dei tre stupratori; le legali rispondono che la registrazione è stata estorta illegalmente, quindi è inservibile. Dídac promette a Isadora che farà di tutto per aiutarla, ma la ragazza è rassegnata al fatto che non otterrà mai giustizia. Sui notiziari si parla solo del coming out di Cruz, accusato di voler attirare l'attenzione dopo le recenti cattive prestazioni in campo, oltre al rischio di perdere tre importanti sponsor. Per dimostrare vicinanza al padre e fargli capire che non è mai stato così fiero di lui, Iván affronta la paura degli aghi e si fa tatuare il suo numero di maglia. Cruz si spaventa quando trova un manichino con le sue fattezze appeso sull'uscio di casa, chiedendo a Patrick di non farne parola con Iván per non turbarlo. Sara ha eliminato il video in cui difende Isadora; Mencía intuisce che dietro questo dietrofront potrebbe esserci il suo fidanzato, così si presenta a casa di Sara per proporle di unirsi al gruppo in una visita a Isadora. La ragazza apprezza la compagnia degli amici, invitando Bilal ad aggregarsi come ringraziamento per averla salvata. Rocío, la ragazza che ha fatto il tatuaggio a Iván, cerca di fare amicizia con Bilal in nome delle comuni origini africane; Bilal è però diffidente, poiché frequenta Las Encinas e l'Africa non l'ha vista nemmeno in cartolina.
Temendo di subire nuovi attacchi, Cruz suggerisce a Iván di allontanarsi per un certo periodo da casa, con la scusa di lasciarlo libero di sperimentare il suo nuovo status di gay; inizialmente Iván si risente di questa novità, ma Patrick lo convince ad andare a vivere insieme, così da poter iniziare la vera vita di coppia. Isadora convince i ragazzi a spogliarsi nudi, cosa che mette a disagio Nico per il fatto che a lui manca il pene. Mencía si accorge di un livido sul braccio di Sara, la quale si giustifica con il sesso violento da lei pratico assieme a Raúl. Nico non è disposto a perdonare Ari ed esprime il desiderio di non vederla più, avendo minato la sua fiducia nel prossimo; per tutta risposta, Ari si concede a Bilal. Raúl raggiunge la suite di Isadora, portando via Sara dopo averla vista intenta a ballare nuda e in modo sensuale con Mencía. Dídac si propone a Nico come suo confidente per gli affari di cuore. Nel frattempo, Iván aggredisce Hugo per una battuta omofoba su lui e suo padre, venendo allontanati tutti quanti dal locale. Isadora trova il coraggio di affrontare gli stupratori, spalleggiata da Mencía, Rocío e Ari; le ragazze drogano i cocktail di Javier e Álex, i quali il mattino seguente non ricordano nulla e scoprono di avere la scritta "stupratore" tatuata sulla schiena. Mentre Álex dà in escandescenze e minaccia di fare del male alle ragazze, Javier mostra qualche segno di pentimento.
Presente. Isadora sale in macchina furiosa, avendo nel mirino altri due protagonisti della serata dello stupro: Iván e Philippe.

## Guerra
- Titolo originale: Guerra
- Diretto da:
- Scritto da:

### Trama
Patrick assiste da dietro un vetro all'arrivo del carro funebre che trasporta una bara. Ari invita il fratello a unirsi a lei per l'inizio della funzione.
Passato. Iván si trasferisce a casa di Patrick, mentre Cruz non vede l'ora di scendere in campo nella prima partita dopo il coming out. Rientrato a casa, Cruz subisce una sassaiola e una nuova maglietta con un insulto omofobo. Sara esprime il desiderio di andare a stare un paio di giorni dalla madre; Raúl inizia a preoccuparsi per l'ascendente che Mencía esercita sulla fidanzata, mettendole in testa che è la sua nuova amica e non lui il problema. Sara si rivolta contro Mencía, accusandola di aver creato il caos in una relazione con Raúl fino a quel momento idilliaca. Il video di Javier e Álex ha battuto ogni record di visualizzazione, anche se Dídac ritiene che la reazione di Isadora sia stata sproporzionata. Tutti i protagonisti della vicenda sono convocati da Virginia, ma in assenza di prove e considerando che i fatti si sono svolti fuori da Las Encinas, la preside ha le mani legate e non può fare nulla. Hugo inizia a essere preoccupato per la lealtà di Javier, anche perché ha chiesto a Isadora di vedersi.
Iván procura agli amici i biglietti per la partita di suo padre. Raúl costringe Sara a stare in casa, sostenendo che anche lei deve fare la sua parte e far funzionare la relazione. Isadora incontra Javier nel suo locale, ma questi si è portato anche Hugo e Álex che vogliono il suo perdono; Isadora li fa allontanare, ma nell'uscire Hugo le dice di farsi due domande sul comportamento avuto da Iván la notte dello stupro. Nico ha saputo del rapporto tra Ari e Bilal, chiedendole cosa gli manca per poter stare insieme.  Ari si scusa con Bilal, guardando la partita assieme a lui e Dídac in tribuna anziché nel box dei vip. Sugli spalti Ari litiga con un amico omofobo di Raúl per aver insultato Cruz dopo aver sbagliato un gol. Lo stesso omofobo esulta quando Cruz segna un gol, ma subito dopo si scatena un parapiglia dovuto al fatto che Cruz ha esultato sventolando la bandiera arcobaleno. La partita viene sospesa dall'arbitro e molti tifosi inveiscono contro Cruz. Mencía bacia Sara, garantendole che sarà sempre la sua via d'uscita dai problemi. Il pullman della squadra di Cruz è bloccato dai tifosi all'uscita dallo stadio, con Bilal che si immola per impedire all'amico omofobo di Raúl di lanciare un mortaretto. Per dimenticare quanto accaduto allo stadio, Iván va a ubriacarsi alla Isadora House, promettendo di scagliarsi contro tutti coloro che odiano suo padre. I genitori di Nico sono preoccupati di come lo stanno vedendo ultimamente, ricordandolo così giù di morale solamente prima della transizione. Rientrato a casa, Raúl scopre che Sara ha fatto le valigie perché si è trasferita da Mencía. Patrick avvisa Cruz che Iván non sta bene, ma Cruz decide di andarlo a prendere e si mette alla guida sotto l'effetto di droga; uscito sovrappensiero dal garage, sfiora la collisione con una macchina di persone che lo hanno riconosciuto come il calciatore gay. Al loro arrivo, Iván e Patrick trovano Cruz riverso a terra privo di sensi.
Presente. La bara è quella di Cruz, non sopravvissuto alla violenta aggressione.

## Lutto
- Titolo originale: Duelo
- Diretto da:
- Scritto da:

### Trama
Javier viene costretto da Hugo e Álex a dire a Isadora che farebbe meglio a non prendersela solo con loro tre, affermando che anche Iván e Philippe hanno partecipato allo stupro. Isadora non vuole crederci, ma Javier rincara le accuse, definendoli i registi del festino. Scossa dalle parole di Javier, Isadora non partecipa al funerale di Cruz e fa capire a Iván che la loro amicizia è fortemente in discussione. Mencía offre il suo aiuto ad Ari, avendo capito che la sorella sta affogando nell'alcol la disperazione per la morte di Samuel. Dídac riceve la visita a sorpresa del fratello Pau, venuto a Madrid per motivi di lavoro, anche se Dídac ha capito benissimo che è stato mandato da suo padre per tenerlo d'occhio. Infatti, Dídac ha scelto di allontanarsi dalla ricca famiglia per cercare la sua strada. Patrick sta dando tutto il proprio sostegno a Iván che però non è ancora tornato a scuola, così Dídac suggerisce di tenere un evento in memoria di Cruz alla Isadora House, affinché l'amico trovi la forza di ricominciare a vivere. Isadora confida i suoi sospetti su Iván a Dídac, lamentandosi che sta impazzendo nel cercare di distinguere la verità dalle bugie. Nico inizia una relazione con la compagna di classe Sonia, ma anche lei come Ari non è completamente a suo agio nel rapportarsi con un transessuale. Per questa ragione, Nico vorrebbe farsi operare al pene; suo padre, che ha eseguito tutti gli interventi chirurgici, stavolta si oppone a quello che considera un capriccio del figlio. Iván è fortemente contrario alla proposta del memoriale per suo padre, ma quanto meno riprende a frequentare la scuola, benché si mostri distaccato nei confronti di Patrick.
Pau si accorge che Dídac non va più d'accordo con il suo migliore amico Javier, così lo sprona a mettere da parte i loro dissapori per salvaguardare il bene prezioso della loro amicizia; Pau dice di aver capito che il fratello sta perorando la causa di Isadora perché si è innamorato di lei. Dídac cerca di ricucire con Javier, spronandolo a fare la cosa giusta e sistemare il casino combinato con Isadora. Raúl irrompe a Las Encinas per vedere Sara, chiedendole di scegliere tra lui e Mencía che, a suo dire, la sta manipolando. Raúl rompe il lungo silenzio social, annunciando che lui e Sara si sono lasciati, pregandola di tornare insieme. Nico inizia a spacciare gli ormoni di suo padre, a cominciare da Hugo, con l'obiettivo di procurarsi i soldi per l'intervento chirurgico. Ricevuto un messaggio audio da Javier che discolpa Iván per i fatti di Ibiza, Isadora si precipita da Iván a riconciliarsi con lui e offrirgli tutto il suo sostegno per affrontare il lutto, a cominciare dal memoriale di quella sera. Ari accusa Rocío della fine della sua storia con Nico, avendogli spifferato di lei e Bilal. Mencía scopre che Sara è tornata a casa, convinta che Raúl sia davvero pentito e pronto a cambiare. Patrick dà ad Ari l'indirizzo del cimitero in cui è seppellito Samuel, ringraziando la sorella per avergli fatto capire che deve lasciare a Iván il suo tempo per elaborare il lutto. Ari e Iván si incontrano nei bagni, dove la ragazza ammette che l'alcol la sta aiutando ad affrontare i suoi problemi; i due iniziano a baciarsi, venendo scoperti da Patrick che rinfaccia al fidanzato di disprezzare i suoi tentativi di aiutarlo. Sara e Raúl hanno concordato di vivere da separati in casa, ritrovandosi solamente per girare i video con cui tranquillizzare i fan e fingere di essere tornati insieme; Sara però cede, proponendo a Raúl di fermarsi per la notte. Nico sceglie di rinunciare a Sonia per stare vicino ad Ari, ubriaca dopo la lite con Patrick. Quest'ultimo si sente dire da Iván che lo percepisce come responsabile di tutte le loro disgrazie, dal coming out del padre fino alla sua morte, quindi non rimane altro da fare che lasciarsi.
Presente. Patrick è in attesa nella corsia di un ospedale, dove Iván è tenuto in vita dalle macchine.

## Tina
- Titolo originale: Tina
- Diretto da:
- Scritto da:

### Trama
Ari cosparge di benzina un'automobile.
Passato. Dal carcere Benjamín fa recapitare ai figli tre automobili nuove, una per ciascuno di loro. Questo grande slancio di generosità è dovuto al fatto che è stata fissata la data del processo e Benjamín ha bisogno di assicurarsi la loro lealtà per quando dovranno testimoniare in suo favore. Mencía non intende farlo, ricordandole che il padre ha lasciato morire Samuel, fatto di cui Ari non ha ancora preso coscienza. Isadora si accorge del traffico di ormoni messo in piedi da Nico, così gli chiede di procacciarle le sostanze di cui ormai è diventata dipendente. Isadora si dice disposta a pagare a Nico l'intervento, se riuscirà a procurarle ciò di cui ha bisogno. Sara scopre che Raúl l'ha filmata mentre dormiva, ricordandogli che il loro accordo prevede di concordare insieme i video da girare e di non correre troppo perché non lo ha ancora perdonato. Siccome Raúl ha siglato un accordo con l'azienda produttrice di un famoso bagnoschiuma, i due ragazzi devono filmarsi insieme nella vasca da bagno, dove Raúl non riesce a trattenere un'erezione che induce lui e Sara a baciarsi. Sara si scusa con Mencía per essere tornata da Raúl e, vedendola giù di morale, le propone di inaugurare insieme la macchina regalatale da suo padre, nonostante nessuna delle due abbia la patente. Patrick e Iván cercano di dimenticarsi, ma si ritrovano insieme alla stessa orgia.
Nico presenta Ari ai genitori, contenti di rivedere il figlio finalmente felice come quando aveva iniziato la scuola. Nico mostra ad Ari alcune fotografie di quanto era piccolo. Bilal fa conoscere a Rocío i suoi amici che, contrariamente a lei, sono nati in Africa e immigrati in Spagna con espedienti di fortuna. Questo la fa sentire a disagio, rendendosi conto di quanto lei sia stata fortunata a non aver vissuti drammi del genere. Patrick si approccia con Iván che lo respinge, dicendogli che dovrebbe essere lui morto al posto di suo padre, pentendosi qualche secondo dopo delle terribili parole appena dette. Raúl va su tutte le furie quando viene a sapere che Sara ha trascorso la serata con Mencía, vanificando il suo impegno a essere una persona migliore. Sara impugna il cellulare, minacciandolo di filmare il suo attacco d'ira e mostrare ai follower chi è veramente, facendolo scappare. Con la scusa di riportare a Rocío la carta d'identità che aveva dimenticato alla Isadora House, Bilal visita casa sua e si bacia con lei in piscina. Ari trova finalmente il coraggio di andare alla tomba di Samuel, dopo aver comunicato a Benjamín che lo ritiene colpevole della sua morte e quindi può scordarsi il suo aiuto in tribunale. Isadora porta a compimento la sua vendetta nei confronti di Hugo, l'unico bersaglio che doveva ancora colpire, sostituendo gli ormoni di Nico con una sostanza che lo condurrà alla castrazione chimica. Nico si rivolge a Dídac per dissuadere Isadora, ma ormai è troppo tardi, dato che Hugo si è già iniettato la sostanza. Risolto il caos di Ari, adesso Mencía si concentra su Patrick spronandolo a dimenticare Iván.
Presente. Ari dà fuoco alla macchina.

## Maschere
- Titolo originale: Máscaras
- Diretto da:
- Scritto da:

### Trama
Ari arriva in pronto soccorso, dove Patrick sta aspettando notizie di Iván che è stato trasportato in terapia intensiva. Patrick è molto pessimista, convinto che non lo rivedrà più vivo.
Passato. Alla Isadora House si festeggia il Carnevale veneziano in cui gli ospiti devono indossare una maschera e non possono tenere con sé il cellulare. Ari si è ripromessa di non bere più. Mencía e Rocío si assicurano che Sara abbia bloccato il contatto di Raúl. Patrick viene alla festa, nonostante sia presente anche Iván, con il chiaro intento di provocarlo e fargli capire che non può rinunciare alla vita sociale per lui. Nico si sente in colpa per quanto accaduto a Hugo, ma Isadora è assolutamente convinta di aver fatto la cosa giusta e si mette d'accordo con lui per il saldo della cifra pattuita per l'operazione. Ari fa un test di gravidanza da cui risulta essere incinta; Sonia entra nel bagno dopo di lei e trova il test, offrendosi come sua confidente per impedirle di iniziare a bere. Raúl arriva alla Isadora House proprio nel momento in cui Sara, dopo aver ringraziato Mencía per averla liberata da quel mondo di costrizioni in cui è sempre vissuta, inizia a baciarla. A sorpresa fa la sua apparizione Roberta, la madre di Isadora, in compagnia di Pau, il fratello di Dídac, con cui deve discutere un importante affare. Patrick e Iván hanno una conversazione amichevole che Ari tenta di interrompere, ritenendo la presenza di Iván nociva per suo fratello, ma entrambi la ignorano e si appartano.
Raúl si introduce nella suite di Isadora, impossessandosi della sua droga che versa nel cocktail di Mencía. Dopodiché si svela a Sara, implorandola di avere una nuova opportunità, ma resta di stucco quando l'ex fidanzata afferma di essere stata lei, e non Mencía, a prendere l'iniziativa del bacio. Patrick non capisce l'atteggiamento di Iván che continua a fargli domande stupide, senza chiedergli come sta lui veramente; Iván ammette di aver vissuto un periodo difficile, ma lo ha superato ed è consapevole di non poter più stare insieme. Patrick replica di non essere altrettanto capace di staccarsi da lui, altrimenti non avrebbe continuato a morirgli dietro. Roberta fa cacciare Pau e licenzia Dídac, rifiutandosi di dare una benché minima spiegazione a Isadora. Ari lascia la festa completamente ubriaca, mettendosi alla guida; Rocío e Nico avvisano Mencía, profondamente assonnata per il cocktail contaminato da Raúl. Al gruppo delle ricerche si unisce Iván, pentito di come si è comportato con Patrick, dato che anche lui è sparito. Mencía riconosce il cappotto di Patrick nel guardaroba e prende le chiavi della sua macchina. Isadora si intenerisce per la preoccupazione di Iván, offrendogli una macchina con autista per accompagnarlo a casa di Patrick. Iván si accinge a salire in macchina, ma la vettura lo travolge. Mencía si risveglia alla guida della macchina di Patrick alle 3:25, con svariate chiamate perse da parte di Ari e il vetro della vettura distrutto.

## Separazione
- Titolo originale: Separación
- Diretto da:
- Scritto da:

### Trama
Ari telefona a Mencía dall'ospedale per comunicarle che Iván è stato investito fuori dalla Isadora House. Mencía si dispera, convinta di essere lei la responsabile, visto il vetro rotto e le tracce di sangue presenti sullo stesso. Dopo aver raggiunto la sorella e ascoltato il racconto confuso del poco che riesce a ricordare, Ari dà fuoco alla macchina e le ordina di non fare una parola con Patrick su quanto è appena accaduto. Arrivata in ospedale, Mencía è sgridata da Patrick per non essere mai presente nel momento del bisogno. I medici riferiscono che l'intervento di Iván è terminato e il ragazzo dovrà rimanere sotto sedazione. Ari prende in mano la situazione, affidando Patrick alle cure di Mencía perché lei intanto dovrà andare in carcere dal padre. Ari racconta a Benjamín gli eventi di quella notte, ricevendo l'ennesima supplica a testimoniare per lui, così da poter ricominciare tutti insieme da un'altra parte una volta che sarà fuori di prigione. A scuola Ari confida a Sonia che è rimasta incinta di Iván, sentendosi al riguardo molto agitata perché non sa se il ragazzo riuscirà a vedere suo figlio; Sonia si rende disponibile ad accompagnarla in clinica. Quando Nico le si avvicina, ingelosito per averla vista parlare con Sonia, Ari lo invita poco garbatamente a dimenticarsi di lei. Dídac esprime i propri sentimenti a Isadora, assicurandole di passare sopra ai dissidi tra le loro famiglie, ma la ragazza lo respinge, non potendosi fidare di lui visto che è amico di Javier.
Mentre sta avendo rapporti con una ragazza, Hugo si accorge di avere problemi all'apparato riproduttivo e ricorda che la sua ultima erezione fu proprio a Ibiza. Questo lo induce ad abbordare una ragazza completamente ubriaca alla Isadora House, trascinandola in una suite del locale affittata per l'occasione. Javier informa dell'accaduto Isadora che chiama la polizia, portando all'arresto di Hugo e Álex prima che possano compiere la violenza, ma anche dello stesso Javier che vuole pagare per quanto commesso a Ibiza, augurando a Isadora di trovare la felicità con Dídac. Mencía non vuole accettare il piano di fuga prospettato da Ari, ma la sorella la mette di fronte alle conseguenze delle sue azioni una volta che la polizia riuscirà a ricostruire gli accadimenti di quella maledetta serata. Convinta Mencía a testimoniare, Ari prova a fare altrettanto con Patrick, ma il ragazzo dice di avere a Madrid tutto quello che vuole e non intende abbandonare Iván, convinto che presto si risveglierà. Patrick lascia un messaggio vocale a Iván, per quando riuscirà a sentirlo, dicendogli addio.
Passato. La sera dell'incidente alla Isadora House, quando ha preso le chiavi della macchina di Patrick, Mencía ha incrociato Sara all'esterno del locale che le ha impedito di guidare la macchina nelle sue condizioni, mettendosi lei al volante. È stata quindi Sara a investire Iván, distratta dallo svenimento di Mencía sul sedile del passeggero, ad abbandonare la macchina nel posto in cui successivamente la stessa Mencía si è svegliata e facendo in modo che credesse fosse stata lei la responsabile dell'investimento, coadiuvata a questo scopo da Raúl.
Presente. Iván si risveglia dal coma, facendo il nome di Patrick. Quest'ultimo e la sua famiglia, unitamente a Benjamín uscito di prigione, lascia Madrid. Isadora accetta di concedere una possibilità a Dídac, pur precisando che continuerà a diffidare di tutto e di tutti. Mentre i due ragazzi si stanno baciando, una jeep si avvicina a tutta velocità e inizia a sparare dei colpi di pistola.